# 2012-es WEC São Pauló-i 6 órás verseny
| Pályarajz | Pályarajz                  | Pályarajz                                       |
| --------- | -------------------------- | ----------------------------------------------- |
|           |                            |                                                 |
| Győztesek |                            |                                                 |
| Kategória | Csapat                     | Versenyzők                                      |
| LMP1      | #7 Toyota Racing           | Alexander Wurz Nicolas Lapierre                 |
| LMP2      | #44 Starworks Motorsport   | Ryan Dalziel Enzo Potolicchio Stéphane Sarrazin |
| LMGTE Pro | #51 AF Corse               | Giancarlo Fisichella Gianmaria Bruni            |
| LMGTE Am  | #88 Team Felbermayr-Proton | Christian Ried Gianluca Roda Paolo Ruberti      |

A 2012-es WEC São Pauló-i 6 órás verseny a Hosszútávú-világbajnokság 2012-es szezonjának ötödik futama volt, amelyet szeptember 14. és szeptember 15. között tartottak meg az Autódromo José Carlos Pace versenypályán. A fordulót  Alexander Wurz és Nicolas Lapierre duója nyerte meg, akik a hibridhajtású Toyota Racing csapatának versenyautóját vezették.

## Időmérő
A kategóriák leggyorsabb versenyzői vastaggal vannak kiemelve.
| Poz. | Kategória | Csapat                      | Átlagidő   | Különbség | Rajthely |
| ---- | --------- | --------------------------- | ---------- | --------- | -------- |
| 1.   | LMP1      | #7 Toyota Racing            | 1:22,363   |           | 1        |
| 2.   | LMP1      | #2 Audi Sport Team Joest    | 1:23,147   | +0,784    | 2        |
| 3.   | LMP1      | #1 Audi Sport Team Joest    | 1:23,332   | +0,969    | 3        |
| 4.   | LMP1      | #12 Rebellion Racing        | 1:23,962   | +1,599    | 4        |
| 5    | LMP1      | #21 Strakka Racing          | 1:24,089   | +1,726    | 5        |
| 6.   | LMP1      | #13 Rebellion Racing        | 1:24,179   | +1,816    | 6        |
| 7.   | LMP1      | #22 JRM                     | 1:24,320   | +1,957    | 7        |
| 8.   | LMP2      | #44 Starworks Motorsport    | 1:27,048   | +4,685    | 8        |
| 9.   | LMP2      | #25 ADR-Delta               | 1:27,153   | +4,790    | 9        |
| 10.  | LMP2      | #26 Signatech-Nissan        | 1:27,167   | +4,804    | 10       |
| 11.  | LMP2      | #35 OAK Racing              | 1:27,275   | +4,912    | 11       |
| 12.  | LMP2      | #32 Lotus                   | 1:27,338   | +4,975    | 12       |
| 13.  | LMP2      | #23 Signatech-Nissan        | 1:27,452   | +5,089    | 13       |
| 14.  | LMP2      | #41 Greaves Motorsport      | 1:27,769   | +5,406    | 14       |
| 15.  | LMP2      | #24 OAK Racing              | 1:27,818   | +5,455    | 15       |
| 16.  | LMP2      | #49 Pecom Racing            | 1:27,9.968 | +5,605    | 16       |
| 17.  | LMP2      | #31 Lotus                   | 1:28,958   | +6,595    | 17       |
| 18.  | LMP2      | #29 Gulf Racing Middle East | 1:30,871   | +8,508    | 18       |
| 19.  | LMGTE Pro | #97 Aston Martin Racing     | 1:33,855   | +11,492   | 19       |
| 20.  | LMGTE Pro | #77 Team Felbermayr-Proton  | 1:34,040   | +11,677   | 20       |
| 21.  | LMGTE Pro | #51 AF Corse                | 1:34,203   | +11,840   | 21       |
| 22.  | LMGTE Pro | #71 AF Corse                | 1:34,733   | +12,370   | 22       |
| 23.  | LMGTE Am  | #61 AF Corse-Waltrip        | 1:34,781   | +12,418   | 23       |
| 24.  | LMGTE Am  | #57 Krohn Racing            | 1:35,401   | +13,038   | 24       |
| 25.  | LMGTE Am  | #88 Team Felbermayr-Proton  | 1:35,485   | +13,122   | 25       |
| 26.  | LMGTE Am  | #50 Larbre Compétition      | 1:35,485   | +13,122   | 26       |
| 27.  | LMGTE Am  | #55 JWA-Avila               | 1:36,800   | +14,437   | 27       |
| 28.  | LMGTE Am  | #70 Larbre Compétition      | 1:38,792   | +16,429   | 28       |

## Verseny
A résztvevőknek legalább a versenytáv 70%-át (173 kört) teljesíteniük kellett ahhoz, hogy az elért eredményüket értékeljék. A kategóriák leggyorsabb versenyzői vastaggal vannak kiemelve.
| Helyezés | Kategória | #  | Csapat                  | Versenyzők                                           | Kasztni                                 | Gumi | Kör | Idő/Hátrány/Kiesés |
| Helyezés | Kategória | #  | Csapat                  | Versenyzők                                           | Motor                                   | Gumi | Kör | Idő/Hátrány/Kiesés |
| -------- | --------- | -- | ----------------------- | ---------------------------------------------------- | --------------------------------------- | ---- | --- | ------------------ |
| 1.       | LMP1      | 7  | Toyota Racing           | Alexander Wurz Nicolas Lapierre                      | Toyota TS030 Hybrid                     | M    | 247 | 6:01:08,356        |
| 1.       | LMP1      | 7  | Toyota Racing           | Alexander Wurz Nicolas Lapierre                      | Toyota 3.4 L V8 (Hybrid)                | M    | 247 | 6:01:08,356        |
| 2.       | LMP1      | 1  | Audi Sport Team Joest   | André Lotterer Marcel Fässler Benoît Tréluyer        | Audi R18 e-tron quattro                 | M    | 247 | +1:00,778          |
| 2.       | LMP1      | 1  | Audi Sport Team Joest   | André Lotterer Marcel Fässler Benoît Tréluyer        | Audi TDI 3.7 L Turbo V6 (Hybrid Diesel) | M    | 247 | +1:00,778          |
| 3.       | LMP1      | 2  | Audi Sport Team Joest   | Allan McNish Tom Kristensen Lucas di Grassi          | Audi R18 ultra                          | M    | 247 | +1:14,679          |
| 3.       | LMP1      | 2  | Audi Sport Team Joest   | Allan McNish Tom Kristensen Lucas di Grassi          | Audi TDI 3.7 L Turbo V6 (Diesel)        | M    | 247 | +1:14,679          |
| 4.       | LMP1      | 12 | Rebellion Racing        | Nicolas Prost Neel Jani                              | Lola B12/60                             | M    | 242 | +5 kör             |
| 4.       | LMP1      | 12 | Rebellion Racing        | Nicolas Prost Neel Jani                              | Toyota RV8KLM 3.4 L V8                  | M    | 242 | +5 kör             |
| 5.       | LMP1      | 21 | Strakka Racing          | Nick Leventis Jonny Kane Danny Watts                 | HPD ARX-03a                             | M    | 240 | +7 kör             |
| 5.       | LMP1      | 21 | Strakka Racing          | Nick Leventis Jonny Kane Danny Watts                 | Honda LM-V8 3.4 L V8                    | M    | 240 | +7 kör             |
| 6.       | LMP1      | 13 | Rebellion Racing        | Andrea Belicchi Harold Primat                        | Lola B12/60                             | M    | 240 | +7 kör             |
| 6.       | LMP1      | 13 | Rebellion Racing        | Andrea Belicchi Harold Primat                        | Toyota RV8KLM 3.4 L V8                  | M    | 240 | +7 kör             |
| 7.       | LMP2      | 44 | Starworks Motorsport    | Ryan Dalziel Enzo Potolicchio Stéphane Sarrazin      | HPD ARX-03b                             | D    | 234 | +13 kör            |
| 7.       | LMP2      | 44 | Starworks Motorsport    | Ryan Dalziel Enzo Potolicchio Stéphane Sarrazin      | Honda HR28TT 2.8 L Turbo V6             | D    | 234 | +13 kör            |
| 8.       | LMP2      | 49 | Pecom Racing            | Luís Pérez Companc Nicolas Minassian Pierre Kaffer   | Oreca 03                                | D    | 231 | +16 kör            |
| 8.       | LMP2      | 49 | Pecom Racing            | Luís Pérez Companc Nicolas Minassian Pierre Kaffer   | Nissan VK45DE 4.5 L V8                  | D    | 231 | +16 kör            |
| 9.       | LMP1      | 22 | JRM                     | Peter Dumbreck David Brabham Karun Chandhok          | HPD ARX-03a                             | M    | 230 | +17 kör            |
| 9.       | LMP1      | 22 | JRM                     | Peter Dumbreck David Brabham Karun Chandhok          | Honda LM-V8 3.4 L V8                    | M    | 230 | +17 kör            |
| 10.      | LMP2      | 24 | OAK Racing              | Jacques Nicolet Olivier Pla Matthieu Lahaye          | Morgan LMP2                             | D    | 230 | +17 kör            |
| 10.      | LMP2      | 24 | OAK Racing              | Jacques Nicolet Olivier Pla Matthieu Lahaye          | Nissan VK45DE 4.5 L V8                  | D    | 230 | +17 kör            |
| 11.      | LMP2      | 41 | Greaves Motorsport      | Christian Zugel Roberto González Elton Julian        | Zytek Z11SN                             | D    | 229 | +18 kör            |
| 11.      | LMP2      | 41 | Greaves Motorsport      | Christian Zugel Roberto González Elton Julian        | Nissan VK45DE 4.5 L V8                  | D    | 229 | +18 kör            |
| 12.      | LMP2      | 25 | ADR-Delta               | John Martin Tor Graves Jan Charouz                   | Oreca 03                                | D    | 228 | +19 kör            |
| 12.      | LMP2      | 25 | ADR-Delta               | John Martin Tor Graves Jan Charouz                   | Nissan VK45DE 4.5 L V8                  | D    | 228 | +19 kör            |
| 13.      | LMP2      | 32 | Lotus                   | Kevin Weeda Vitantonio Liuzzi James Rossiter         | Lola B12/80                             | D    | 228 | +19 kör            |
| 13.      | LMP2      | 32 | Lotus                   | Kevin Weeda Vitantonio Liuzzi James Rossiter         | Lotus 3.6 L V8                          | D    | 228 | +19 kör            |
| 14.      | LMP2      | 26 | Signatech-Nissan        | Pierre Ragues Nelson Panciatici Roman Ruszinov       | Oreca 03                                | D    | 227 | +20 kör            |
| 14.      | LMP2      | 26 | Signatech-Nissan        | Pierre Ragues Nelson Panciatici Roman Ruszinov       | Nissan VK45DE 4.5 L V8                  | D    | 227 | +20 kör            |
| 15.      | LMP2      | 31 | Lotus                   | Thomas Holzer Mirco Schultis Luca Moro               | Lola B12/80                             | D    | 226 | +21 kör            |
| 15.      | LMP2      | 31 | Lotus                   | Thomas Holzer Mirco Schultis Luca Moro               | Lotus 3.6 L V8                          | D    | 226 | +21 kör            |
| 16.      | LMGTE Pro | 51 | AF Corse                | Giancarlo Fisichella Gianmaria Bruni                 | Ferrari 458 Italia GT2                  | M    | 221 | +26 kör            |
| 16.      | LMGTE Pro | 51 | AF Corse                | Giancarlo Fisichella Gianmaria Bruni                 | Ferrari 4.5 L V8                        | M    | 221 | +26 kör            |
| 17.      | LMGTE Pro | 97 | Aston Martin Racing     | Stefan Mücke Darren Turner                           | Aston Martin Vantage GTE                | M    | 220 | +27 kör            |
| 17.      | LMGTE Pro | 97 | Aston Martin Racing     | Stefan Mücke Darren Turner                           | Aston Martin 4.5 L V8                   | M    | 220 | +27 kör            |
| 18.      | LMGTE Pro | 77 | Team Felbermayr-Proton  | Marc Lieb Richard Lietz                              | Porsche 997 GT3-RSR                     | M    | 220 | +27 kör            |
| 18.      | LMGTE Pro | 77 | Team Felbermayr-Proton  | Marc Lieb Richard Lietz                              | Porsche 4.0 L Flat-6                    | M    | 220 | +27 kör            |
| 19.      | LMGTE Pro | 71 | AF Corse                | Andrea Bertolini Olivier Beretta                     | Ferrari 458 Italia GT2                  | M    | 219 | +28 kör            |
| 19.      | LMGTE Pro | 71 | AF Corse                | Andrea Bertolini Olivier Beretta                     | Ferrari 4.5 L V8                        | M    | 219 | +28 kör            |
| 20.      | LMGTE Am  | 88 | Team Felbermayr-Proton  | Christian Ried Gianluca Roda Paolo Ruberti           | Porsche 997 GT3-RSR                     | M    | 213 | +34 kör            |
| 20.      | LMGTE Am  | 88 | Team Felbermayr-Proton  | Christian Ried Gianluca Roda Paolo Ruberti           | Porsche 4.0 L Flat-6                    | M    | 213 | +34 kör            |
| 21.      | LMGTE Am  | 70 | Larbre Compétition      | Pascal Gibon Christophe Bourret Jean-Philippe Belloc | Chevrolet Corvette C6.R                 | M    | 211 | +36 kör            |
| 21.      | LMGTE Am  | 70 | Larbre Compétition      | Pascal Gibon Christophe Bourret Jean-Philippe Belloc | Chevrolet 5.5 L V8                      | M    | 211 | +36 kör            |
| 22.      | LMGTE Am  | 61 | AF Corse-Waltrip        | Francisco Longo Xandy Negrão Enrique Bernoldi        | Ferrari 458 Italia GT2                  | M    | 210 | +37 kör            |
| 22.      | LMGTE Am  | 61 | AF Corse-Waltrip        | Francisco Longo Xandy Negrão Enrique Bernoldi        | Ferrari 4.5 L V8                        | M    | 210 | +37 kör            |
| 23.      | LMGTE Am  | 55 | JWA-Avila               | Paul Daniels Joël Camathias Markus Palttala          | Porsche 997 GT3-RSR                     | P    | 195 | +52 kör            |
| 23.      | LMGTE Am  | 55 | JWA-Avila               | Paul Daniels Joël Camathias Markus Palttala          | Porsche 4.0 L Flat-6                    | P    | 195 | +52 kör            |
| 24.      | LMP2      | 29 | Gulf Racing Middle East | Fabien Giroix Ihara Keiko Jean-Denis Délétraz        | Lola B12/80                             | D    | 194 | +53 kör            |
| 24.      | LMP2      | 29 | Gulf Racing Middle East | Fabien Giroix Ihara Keiko Jean-Denis Délétraz        | Nissan VK45DE 4.5 L V8                  | D    | 194 | +53 kör            |
| Ki       | LMP2      | 35 | OAK Racing              | Bertrand Baguette Dominik Kraihamer Alex Brundle     | Morgan LMP2                             | D    | 164 |                    |
| Ki       | LMP2      | 35 | OAK Racing              | Bertrand Baguette Dominik Kraihamer Alex Brundle     | Nissan VK45DE 4.5 L V8                  | D    | 164 |                    |
| Ki       | LMP2      | 23 | Signatech-Nissan        | Franck Mailleux Jordan Tresson Olivier Lombard       | Oreca 03                                | D    | 96  |                    |
| Ki       | LMP2      | 23 | Signatech-Nissan        | Franck Mailleux Jordan Tresson Olivier Lombard       | Nissan VK45DE 4.5 L V8                  | D    | 96  |                    |
| Ki       | LMGTE Am  | 57 | Krohn Racing            | Tracy Krohn Niclas Jonsson Michele Rugolo            | Ferrari 458 Italia GT2                  | M    | 1   |                    |
| Ki       | LMGTE Am  | 57 | Krohn Racing            | Tracy Krohn Niclas Jonsson Michele Rugolo            | Ferrari 4.5 L V8                        | M    | 1   |                    |
| Kiz[a]   | LMGTE Am  | 50 | Larbre Compétition      | Patrick Bornhauser Julien Canal Fernando Rees        | Chevrolet Corvette C6.R                 | M    | 216 | kizárva            |
| Kiz[a]   | LMGTE Am  | 50 | Larbre Compétition      | Patrick Bornhauser Julien Canal Fernando Rees        | Chevrolet 5.5 L V8                      | M    | 216 | kizárva            |

Megjegyzés:
- ↑ a:  Az #50-es Larbre Compétition egységét technikai szabálytalanság miatt kizárták a versenyt követően.[5]

## A világbajnokság állása a versenyt követően
LMP1 versenyzők (Teljes táblázat)
| H  | Versenyzők                                    | Pont  | H  | Konstruktőrök | Pont |
| -- | --------------------------------------------- | ----- | -- | ------------- | ---- |
| 1. | André Lotterer Marcel Fässler Benoît Tréluyer | 114,5 | 1. | Audi          | 147  |
| 2. | Allan McNish Tom Kristensen                   | 107   | 2. | Toyota        | 44   |
| 3. | Rinaldo Capello                               | 77    | 3. | '             |      |
| 4. | Romain Dumas Loïc Duval                       | 67    |    |               |      |
| 5. | Nicolas Prost Neel Jani                       | 62,5  |    |               |      |

GT (Teljes táblázat)
| H  | Konstruktőrök      | Pont |
| -- | ------------------ | ---- |
| 1. | Ferrari            | 237  |
| 2. | Porsche            | 132  |
| 3. | Chevrolet Corvette | 94   |

LMP1-kupa (Teljes táblázat)
| H  | Konstruktőrök    | Pont |
| -- | ---------------- | ---- |
| 1. | Rebellion Racing | 137  |
| 2. | Strakka Racing   | 93   |
| 3. | JRM              | 87   |
| 4. | Pescarolo Team   | 25   |
| 5. | OAK Racing       | 8    |

LMP2 (Teljes táblázat)
| H  | Konstruktőrök         | Pont |
| -- | --------------------- | ---- |
| 1. | Starworks Motorsports | 124  |
| 2. | ADR-Delta             | 96   |
| 3. | PeCom Racing          | 92   |
| 4. | Greaves Motorsport    | 75   |
| 5. | OAK Racing            | 58   |

LMGTE Pro (Teljes táblázat)
| H  | Konstruktőrök          | Pont |
| -- | ---------------------- | ---- |
| 1. | AF Corse               | 143  |
| 2. | Aston Martin Racing    | 82   |
| 3. | Team Felbermayr-Proton | 74   |
| 4. | Luxury Racing          | 53   |

LMGTE Am (Teljes táblázat)
| H  | Konstruktőrök          | Pont |
| -- | ---------------------- | ---- |
| 1. | Larbre Competition     | 116  |
| 2. | Team Felbermayr-Proton | 94   |
| 3. | AF Corse-Waltrip       | 77   |
| 4. | Krohn Racing           | 71   |
| 5. | JWA-Avila              | 62   |